# Total Death (italienische Band)
Total Death ist eine italienische Thrash- und Death-Metal-Band aus Varese, die im Jahr 2000 gegründet wurde.

## Geschichte
Die Band wurde im Jahr 2000 gegründet und bestand aus dem Bassisten Umberto „Umbe“ Restelli, dem Sänger Massimo „Max“ Battioli und dem Schlagzeuger Matteo „Teo“ Malvica. Nachdem mehrere Gitarristen in der Band tätig waren, kam im Jahr 2003 Paolo „Azzi“ Azzimonti als fester Gitarrist hinzu. In dieser Besetzung nahmen sie ein Probe-Demo sowie ein weiteres namens Thrash Division auf, das bei dem thailändischen Label Roots Active Productions erschien und später als Split-Veröffentlichung mit der schwedischen Band Salvator bei dem norwegischen Label Twisted Face Productions wiederveröffentlicht wurde. Im Jahr 2006 verließ Malvica die Besetzung, woraufhin die Band bis 2008 teilweise inaktiv war. Während dieser Zeit steuerte sie ein paar Beiträge zu diversen Samplern bei. Im Jahr 2009 begab sich die Band ins Studio, um ihr Debütalbum Well of Madness aufzunehmen, das 2010 bei dem ukrainischen Label Ukragh Productions erschien. In ihrer Karriere spielte die Band bisher unter anderem zusammen mit Necrodeath, Warhammer, Distruzione, Hyades und Death Mechanism. 2015 erschien über Punishment 18 Records das Album The Pound of Flesh.

## Stil
Laut V.Srikar von metal-temple.com ist auf The Pound of Flesh Thrash Metal zu hören, der zeitgemäß klingt, jedoch auch Fans von Old-School-Thrash-Metal gefallen sollte. Die Lieder würden in der Geschwindigkeit variieren, während man technisch anspruchsvolle Riffs verwende. Zudem klinge die Band stark durch Technical Death Metal beeinflusst. Der Gesang sei angenehm, jedoch nicht innovativ. Matt Coe von eternal-terror.com bezeichnete die Musik des Albums als Thrash Metal mit Death-Metal-Einflüssen, der wie eine Mischung aus frühen Slayer, Exhorder der 1990er Jahre und Forbidden klinge. Der Gesang klinge rau und tendiere gegen den von John Tardy, wenngleich sich Azzimonti klarer anhöre. Das Lied Four Walls – The Perfection of Black weise Parallelen zu Deaths Pull the Plug auf, während Haunted sich an „Tribal-Musik“ orientiere, wie etwa bei Sepultura.

## Diskografie
- 2003: Rehearsal Demo 2003 (Demo, Eigenveröffentlichung)
- 2004: Thrash Division (Demo, Roots Active Productions)
- 2006: Hellish Thrash Assault (Split mit Salvator, Twisted Face Productions)
- 2010: Well of Madness (Album, Ukragh Productions)
- 2015: The Pound of Flesh (Album, Punishment 18 Records)